# Llista de colls de Mallorca per carretera
Llista de colls de Mallorca superats per una carretera o camí asfaltat. La llista està feta de l'òptica del ciclisme de carretera, i indica el nom del coll, el terme municipal en què es troba, la carretera o camí en què es troba, el punt quilomètric o fita geogràfica en què es troba, la cota, l'origen de la pujada (sentit), la distància que es recorre partint del punt d'origen, el desnivell que se supera partint de l'origen, i el pendent que té la pujada. Addicionalment, en blau s'indiquen els colls de tercera categoria, en verd clar els de segona, i en verd intens, els de primera.

## Llista
| Nom                        | Terme       | Carretera                 | PK                       | Cota (m) | Origen                                    | Distància (km) | Desnivell (m) | Pendent |
| -------------------------- | ----------- | ------------------------- | ------------------------ | -------- | ----------------------------------------- | -------------- | ------------- | ------- |
| Palomera, coll de la       | Andratx     | Ma-1030                   | 5,2                      | 128      | L'Arracó (rotonda)                        | 1,3            | 62            | 4,77%   |
| Palomera, coll de la       | Andratx     | Ma-1030                   | 5,2                      | 128      | Sant Elm                                  | 2,4            | 122           | 5,08%   |
| Arracó, coll de l'         | Andratx     | Ma-1030                   | 2,5                      | 137      | L'Arracó (rotonda)                        | 1,3            | 70            | 5,38%   |
| Arracó, coll de l'         | Andratx     | Ma-1030                   | 2,5                      | 137      | Andratx (torrent de la Font)              | 1,5            | 57            | 3,80%   |
| Gramola, coll de la        | Andratx     | Ma-10                     | 106                      | 360      | Andratx (rotonda Ma-10)                   | 5,1            | 260           | 5,20%   |
| Gramola, coll de la        | Andratx     | Ma-10                     | 106                      | 360      | L'Evangèlica (pk 102,4)                   | 3,5            | 172           | 4,91%   |
| Grau, el                   | Estellencs  | Ma-10                     | 98,4                     | 331      | L'Evangèlica (pk 102,4)                   | 4              | 145           | 3,63%   |
| Pi, coll del               | Estellencs  | Ma-10                     | 95,9                     | 240      | Estellencs (centre)                       | 1,5            | 90            | 6,00%   |
| Coma, coll de la           | Andratx     | Ma-1031                   | 3,2                      | 215      | Andratx (torrent de la Coma)              | 2,3            | 120           | 5,22%   |
| Esteve, coll de n'         | Calvià      | Ma-1031                   | 6,2                      | 238      | El Capdellà (plaça)                       | 2,1            | 110           | 5,24%   |
| Galilea                    | Puigpunyent | Ma-1032                   | 7,1                      | 410      | El Capdellà (torrent de Galatzó)          | 4,8            | 280           | 5,83%   |
| Galilea                    | Puigpunyent | Ma-1032                   | 7,1                      | 410      | Puigpunyent (Església)                    | 4,1            | 200           | 4,88%   |
| Cocons, coll dels          | Calvià      | Ma-1015                   | 2,2                      | 110      | Palmanova (rotonda Ma-1)                  | 1,5            | 82            | 5,47%   |
| Creu, coll de la           | Palma       | Ma-1043                   | 5                        | 323      | La Teulera (rotonda Ma-20)                | 4,8            | 245           | 5,10%   |
| Vent, coll del             | Calvià      | Ma-1043                   | 6                        | 381      | Valldurgent (Ma-1016)                     | 2,4            | 123           | 5,13%   |
| Tords, coll dels           | Calvià      | Ma-1016                   | 7,4                      | 276      | Benàtiga Vell                             | 3,9            | 160           | 4,10%   |
| Tords, coll dels           | Calvià      | Ma-1016                   | 7,4                      | 276      | Son Marill (Ma-1041)                      | 3,1            | 120           | 3,87%   |
| Grau, coll del             | Puigpunyent | Ma-1101                   | 5,7                      | 468      | Puigpunyent (pk 1)                        | 3,2            | 222           | 6,94%   |
| Grau, coll del             | Puigpunyent | Ma-1101                   | 5,7                      | 468      | La Granja                                 | 5,7            | 205           | 3,60%   |
| Portell, coll d'en         | Esporles    | Ma-1040                   | 10                       | 211      | Sarrià (torrent de Sarrià)                | 1,7            | 65            | 3,82%   |
| Portell, coll d'en         | Esporles    | Ma-1040                   | 10                       | 211      | Esporles (torrent de Sant Pere)           | 1,2            | 45            | 3,75%   |
| Bastida, coll de la        | Banyalbufar | Ma-10                     | 83,4                     | 298      | Banyalbufar (torrent d'en Roig)           | 2,6            | 175           | 6,73%   |
| Port del Canonge           | Banyalbufar | Camí del Port del Canonge | (Ma-10: 79,6)            | 311      | Port del Canonge                          | 4,7            | 295           | 6,28%   |
| Claret, coll d'en          | Esporles    | Ma-10                     | 75,8                     | 498      | Esporles (església)                       | 6,9            | 310           | 4,49%   |
| Claret, coll d'en          | Valldemossa | Ma-10, Ma-1100            | 75,8                     | 498      | Son Olesa Gran (pk 73)                    | 2,6            | 120           | 4,62%   |
| Marina de Valldemossa      | Valldemossa | Ma-1131                   | 0 (Ma-10: 71,7)          | 372      | Marina de Valldemossa                     | 5,9            | 370           | 6,27%   |
| Valldemossa                | Valldemossa | Ma-1110                   | 17,6                     | 412      | L'Estret (pk 13)                          | 4,7            | 255           | 5,43%   |
| Can Costa                  | Valldemossa | Ma-10                     | 69,8                     | 424      | Deià (el Clot)                            | 6,6            | 290           | 4,39%   |
| Can Bleda                  | Sóller      | Ma-10                     | 56,9                     | 224      | Llucalcari (pk 59,6)                      | 2,7            | 110           | 4,07%   |
| Can Bleda                  | Sóller      | Ma-10                     | 56,9                     | 224      | Sóller (Ma-11)                            | 4,2            | 205           | 4,88%   |
| Sóller, coll de            | Bunyola     | Ma-11a                    | 22,1                     | 497      | Sóller (Can Repic)                        | 7,7            | 433           | 5,62%   |
| Sóller, coll de            | Bunyola     | Ma-11a                    | 22,1                     | 497      | Alfàbia (rotonda)                         | 5              | 257           | 5,14%   |
| Honor, coll d'             | Bunyola     | Ma-2100                   | 6,1                      | 555      | Bunyola (Església)                        | 6,1            | 343           | 5,62%   |
| Honor, coll d'             | Bunyola     | Ma-2100                   | 6,1                      | 555      | Pla de Son Perot (pk 8)                   | 1,8            | 105           | 5,83%   |
| Orient, vall d'            | Bunyola     | Ma-2100                   | 11,8                     | 498      | Son Cladera (pk 17)                       | 5,1            | 255           | 5,00%   |
| Monnàber, túnel de         | Escorca     | Ma-10                     | 37                       | 875      | Sóller (el Monument)                      | 14,7           | 865           | 5,88%   |
| Monnàber, túnel de         | Escorca     | Ma-10                     | 37                       | 875      | El Gorg Blau (pk 32)                      | 5              | 258           | 5,16%   |
| Cals Reis, coll de         | Escorca     | Ma-2141                   | 2,7                      | 723      | La Calobra                                | 10,2           | 709           | 6,95%   |
| Cals Reis, coll de         | Escorca     | Ma-2141                   | 2,7                      | 723      | Els Arcs (Ma-10)                          | 2,6            | 163           | 6,27%   |
| Sant Llorenç, coll de      | Escorca     | Ma-2141                   | església de Sant Llorenç | 224      | Tuent (torrent)                           | 3,3            | 215           | 6,52%   |
| Sant Llorenç, coll de      | Escorca     | Ma-2141                   | església de Sant Llorenç | 224      | La Calobra                                | 3,3            | 210           | 6,36%   |
| Batalla, coll de la        | Escorca     | Ma-2130                   | 15                       | 576      | Caimari (creu de terme)                   | 8,5            | 415           | 4,88%   |
| Femenia, coll de           | Escorca     | Ma-10                     | 14,3                     | 537      | Vall d'en Marc (pk 6,5)                   | 7,7            | 425           | 5,52%   |
| Creueta, coll de la        | Pollença    | Ma-2210                   | 5,3                      | 207      | Port de Pollença (camp de futbol)         | 3,3            | 198           | 6,00%   |
| Creueta, coll de la        | Pollença    | Ma-2210                   | 5,3                      | 207      | Formentor (pk 8,8)                        | 3,4            | 203           | 5,97%   |
| Victòria, santuari de la   | Alcúdia     | Camí del Cap del Pinar    | [ c ] [ d ]              | 132      | L'Illot                                   | 1,4            | 120           | 8,57%   |
| Santa Magdalena, ermita de | Inca        | Camí de Santa Magdalena   | [ c ] [ e ]              | 285      | Camí Vell de Santa Magdalena (El Polvorí) | 1,8            | 135           | 7,50%   |
| Santa Llucia, santuari de  | Mancor      | Camí de Santa Llucia      | [ c ] [ d ]              | 332      | Mancor (Església)                         | 1,9            | 115           | 6,05%   |
| Tofla, coll de             | Alaró       | Ma-2110                   | 8,4                      | 260      | Torrent del Rafal                         | 1,8            | 107           | 5,94%   |
| Cura, santuari de          | Algaida     | Ma-5018                   | 4                        | 543      | Randa (Ma-5017)                           | 4,6            | 252           | 5,48%   |
| Monti-sion, santuari de    | Porreres    | Camí de Monti-sion        | [ c ] [ d ]              | 233      | Ma-5030 (cruïlla)                         | 1,8            | 108           | 6,00%   |
| Santueri, castell de       | Felanitx    | Camí del Castell          | [ c ] [ e ]              | 375      | Ma-14 (cruïlla)                           | 4,9            | 235           | 4,80%   |
| Son Salvador, santuari de  | Felanitx    | Ma-4011                   | 5,3                      | 489      | Ma-4010 (cruïlla)                         | 5,5            | 350           | 6,36%   |
| Bonany, ermita de          | Petra       | Camí de Bonany            | [ c ] [ e ]              | 296      | Petra (carrer Romeria)                    | 3,8            | 178           | 4,68%   |
| Morell, coll de            | Artà        | Ma-12                     | 5                        | 192      | Ma-3331 (cruïlla)                         | 2,8            | 95            | 3,39%   |
| Pescadors, coll dels       | Artà        | Ma-3333                   | 7,2                      | 374      | Camí de l'Alqueria Vella (pk 4,7)         | 2,5            | 164           | 6,56%   |
| Pescadors, coll dels       | Artà        | Ma-3333                   | 7,2                      | 374      | Ermita de Betlem                          | 1,6            | 97            | 6,06%   |
| Racó, coll del             | Artà        | Camí del Racó             | [ c ]                    | 232      | Torrent del Racó                          | 1,8            | 118           | 6,56%   |
| Paret, coll                | Artà        | Camí del Racó             | [ c ]                    | 235      | Cala Mitjana                              | 3,3            | 230           | 6,97%   |
| Vidriers, coll dels        | Capdepera   | Ma-4040, Ma-4040b         | [ c ]                    | 131      | Pula (pk 3,7)                             | 2,7            | 83            | 3,07%   |
| Vidriers, coll dels        | Son Servera | Ma-4040, Ma-4040b         | [ c ]                    | 131      | Canyamel (rotonda Ma-4042)                | 1,7            | 69            | 4,06%   |
| Cala Deià                  | Deià        | Camí de Cala Deià         | (Ma-10: 61,2)            | 160      | Cala Deià                                 | 2              | 143           | 7,15%   |
| Marquès, coll d'en         | Sóller      | Ma-2124                   | 1,8                      | 186      | Port de Sóller (rotonda Ma-11)            | 3              | 174           | 5,80%   |
| Marquès, coll d'en         | Sóller      | Ma-2124, Ma-10            | 1,8                      | 186      | Sóller (el Monument)                      | 2,7            | 176           | 6,52%   |

## Altres
El coll Andritxol (Ma-1 pk 27,2, 114m) i el coll de la Batalla de Calvià (Ma-1 pk 15, 28m) són superats per autopista no ciclable. Les pujades al monument de na Burguesa (273m), el coll de Son Cabaspre d'Esporles (528m), la talaia d'Albercuix (380m), la urbanització de Son Font de Calvià i les antenes del puig de la Tudossa (440m) tenen un asfaltat en unes condicions que no són aptes per la bicicleta de carretera. Les pujades a Biniarroi (466m), a les antenes de la Serra d'Alfàbia (1020m) i a la base militar del Puig Major (1436m) són d'accés restringit no obert al trànsit general; altrament, els dos darrers constituïrien els únics ascensos fora de categoria de l'illa.